# IACビル
IACビル はニューヨーク市マンハッタン区のチェルシーに建つen:InterActiveCorpの本社ビルである。住所は西18丁目555号で、18丁目と11番街の交差点の北東の角に位置する。設計はフランク・ゲーリーで、2007年に竣工した。

## 建物の特徴
ゲーリーの他のいくつかの作品でも用いられてる構造と同様に、このビルの外見は二段重ねとなっている。下段の土台部分は養蜂箱の孔が寄せ集まってねじられたような形で、上段は孔の大きさが小さくなっており下段とは異なるねじれ方となっている。各孔は建物の骨格を覆って帆が張られたような外観をしている。全面ガラス張りで、色は白をベースに各階の真ん中部分は青く塗られている。実際は10階建てだが、このビルの外観は、2階建ての大きな建物に見えるようになっている。ヴァニティ・フェアは、このビルは最も魅力的なオフィスビルの一つであろうと記している。IACの代表バリー・ディラーは、ゲーリーのオリジナルのデザインに一ヵ所変更を加えさせた。元々はビルの表面は波打ったチタンで覆われる設計だったが、現在のように滑らかなガラス張りにされるようになった。

## 大衆文化におけるIACビル
- IACビルは映画アザー・ガイズ 俺たち踊るハイパー刑事!で登場する。

## ギャラリー

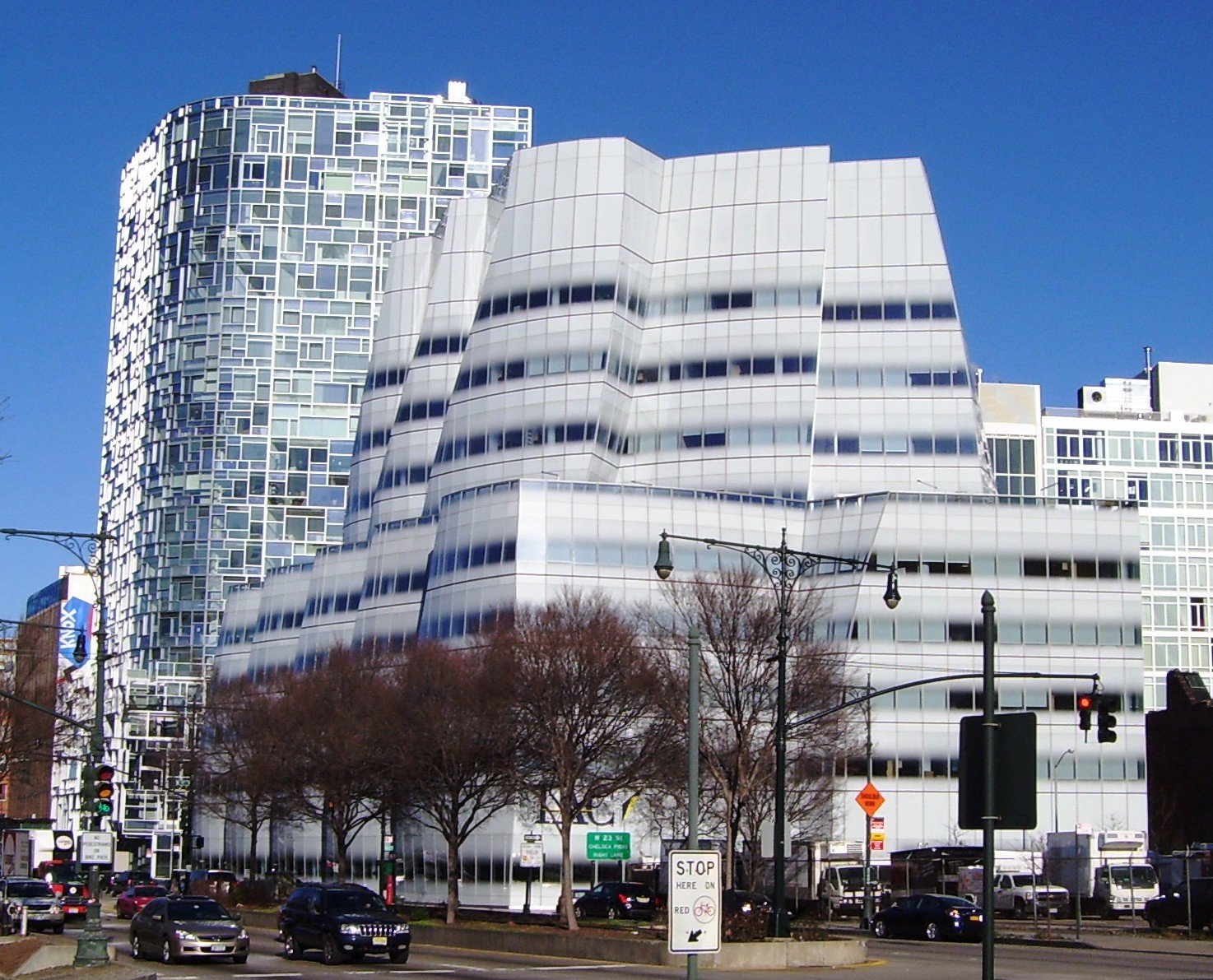
IACビルと2010年竣工のジャン・ヌーヴェル設計の100 11番街（左奥）
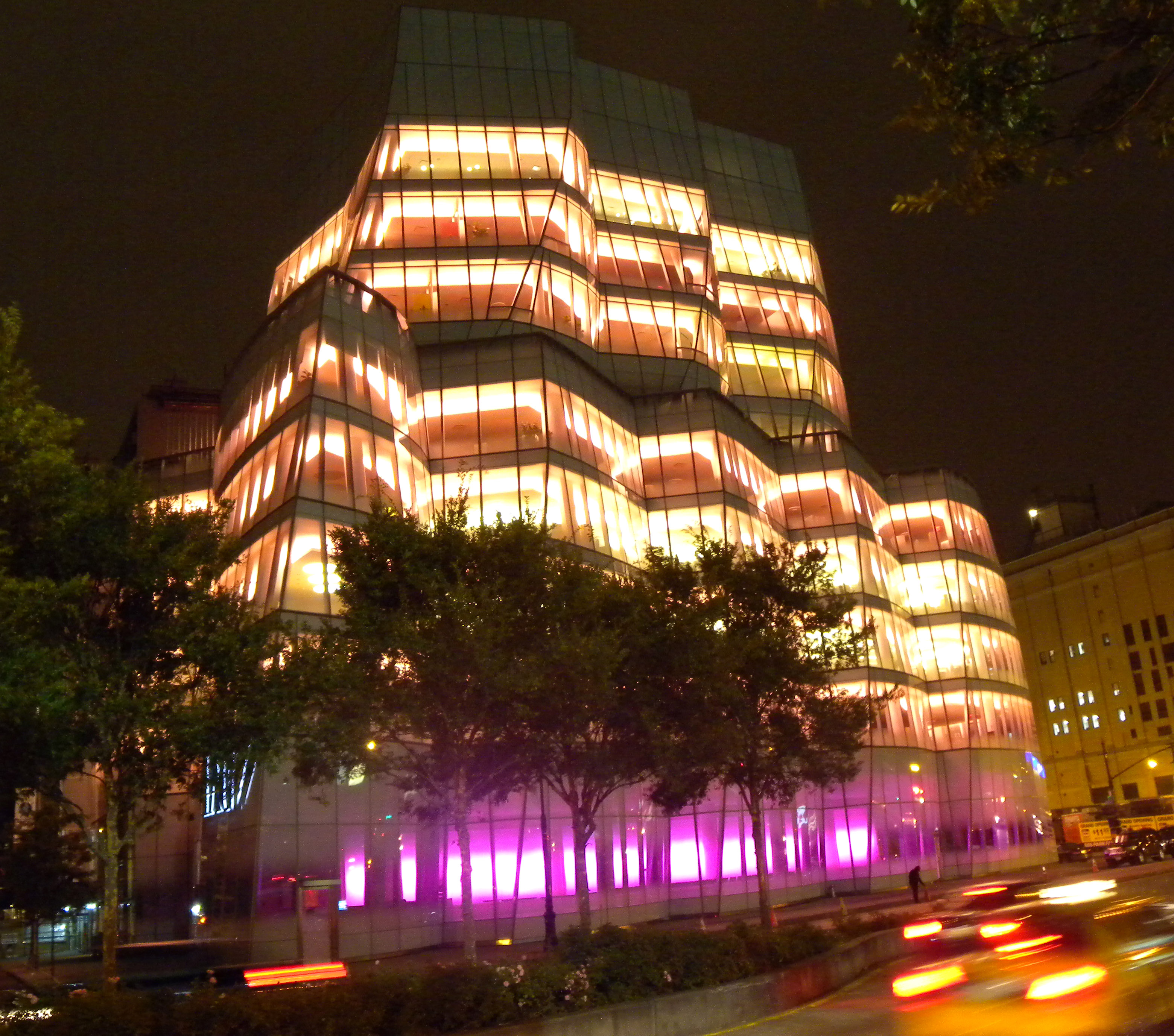
夜間ライトアップ